# Јуник
Јуник (алб. Junik, Juniku) је насељено место у Србији у општини Дечани. Административно припада Косову и Метохији, односно Пећком управном округу. Према попису из 2024. било је 3.925 становника.

## Историја
Према локалној традицији, све албанске породице из овог насеља воде порекло од породице Стефановића (Степановића) из које је потекао други игуман манастира Дечана – Данило. По тој породици добила је име и сеоска Степан-махала.
У доба турске владавине село је било средиште среза. Крајем 19. века руски конзул у Призрену забележио је да у Јунику има још 25 српских староседелачких породица. У Степан-махали су остаци старог српског црквишта и гробља. Између два светска рата у Јунику је било 200 црногорских кућа, а деведесетих година 20. века само једна.
Јуник је био седиште општине Јуник од 1945. до 1962. године. Општина Јуник је поново формирана 2005. године као пробна општина, а пун статус је стекла октобра 2008. године одлуком институција самопроглашене Републике Косово.

## Демографија
Према попису из 1981. године место је било већински насељено Албанцима. Након рата 1999. године већина малобројних Срба и Црногораца је напустила Јуник.
| Етнички састав према попису из 1961.‍ | Етнички састав према попису из 1961.‍ | Етнички састав према попису из 1961.‍ | Етнички састав према попису из 1961.‍ | Етнички састав према попису из 1961.‍ |
| ------------------------------------ | ------------------------------------ | ------------------------------------ | ------------------------------------ | ------------------------------------ |
|                                      |                                      |                                      |                                      |                                      |
| Албанци                              | Албанци                              |                                      | 2.619                                | 86,6%                                |
| Црногорци                            | Црногорци                            |                                      | 329                                  | 10,9%                                |
| Срби                                 | Срби                                 |                                      | 43                                   | 1,4%                                 |
| Укупно: 3.024                        |                                      |                                      |                                      |                                      |

| Етнички састав према попису из 1981.‍ | Етнички састав према попису из 1981.‍ | Етнички састав према попису из 1981.‍ | Етнички састав према попису из 1981.‍ | Етнички састав према попису из 1981.‍ |
| ------------------------------------ | ------------------------------------ | ------------------------------------ | ------------------------------------ | ------------------------------------ |
|                                      |                                      |                                      |                                      |                                      |
| Албанци                              | Албанци                              |                                      | 4.501                                | 98,8%                                |
| Црногорци                            | Црногорци                            |                                      | 27                                   | 0,6%                                 |
| Срби                                 | Срби                                 |                                      | 13                                   | 0,3%                                 |
| Укупно: 4.553                        |                                      |                                      |                                      |                                      |

| Етнички састав према попису из 2011.‍ | Етнички састав према попису из 2011.‍ | Етнички састав према попису из 2011.‍ | Етнички састав према попису из 2011.‍ | Етнички састав према попису из 2011.‍ |
| ------------------------------------ | ------------------------------------ | ------------------------------------ | ------------------------------------ | ------------------------------------ |
|                                      |                                      |                                      |                                      |                                      |
| Албанци                              | Албанци                              |                                      | 6.038                                | 99,7%                                |
| остали                               | остали                               |                                      | 15                                   | 0,3%                                 |
| Укупно: 6.053                        |                                      |                                      |                                      |                                      |

Број становника на пописима:
|             | \| Демографија[6] \| Демографија[6] \| Демографија[6] \| \| Година \| Становника \| Становника \| \| -------------- \| -------------- \| -------------- \| \| 1948. \| 2.391 \| \| \| 1953. \| 2.439 \| \| \| 1961. \| 3.024 \| \| \| 1971. \| 3.445 \| \| \| 1981. \| 4.553 \| \| \| 1991. \| 5.490 \| \| |            |
| Демографија | |            |
| Година      | Становника | Становника |
| 1948.       | 2.391 |            |
| 1953.       | 2.439 |            |
| 1961.       | 3.024 |            |
| 1971.       | 3.445 |            |
| 1981.       | 4.553 |            |
| 1991.       | 5.490 |            |